# Agave nickelsii
Agave nickelsii är en sparrisväxtart som beskrevs av Rol.-goss. Agave nickelsii ingår i släktet Agave och familjen sparrisväxter. Inga underarter finns listade i Catalogue of Life.